# Język ngindo
Język ngindo – język z rodziny bantu, używany w Tanzanii. W 1971 roku liczba mówiących wynosiła ok. 85 tys.